# Orsola Caccia
Zuster Orsola Maddalena Caccia (4 december 1596 - 26 juli 1676), geboren als Theodora Caccia, was een Italiaanse schilder en christelijke non. 

## Levensloop
Caccia werd geboren en gedoopt op 4 december 1596 in Moncalvo (Italië) als dochter van de maniëristische schilder Guglielmo Caccia (1568-1625) en Laura Oliva. Op vierentwintigjarige leeftijd trad ze, in navolging van vier van haar zussen, in bij het klooster van de katholieke vrouwenorde van Urselinen in Bianzé. Ze verbleef hier tot 15 april 1625, wanneer zij op haar negenentwintigste met haar zusters verhuisde naar het door haar vader recent gestichte Urselinenklooster in Moncalvo. Hier zou zij uiteindelijk de abdis worden. Ook zouden nog twee van haar zussen haar hier navolgen tot toetreding van het kloosterleven.
Vader Guglielmo Caccia moedigde het schilderen van zijn dochter Orsola en haar jongere zus Francesca aan en liet hen na zijn dood in 1625 verscheidene tekeningen, schilderijen en materialen na om te gebruiken in hun ambacht. Daarbij werd het schilderen van de zussen Caccia voor het klooster van de Urselinen ook gezien als een vorm van inkomen, omdat de zussen door middel van de verkoop en opdrachten de gemeenschap konden onderhouden. Helaas bleek de inkomsten hiervan niet genoeg en schreef Orsola in 1643 twee brieven naar Christina Maria van Frankrijk, de dochter van de toenmalige Franse koning, voor hulp van het hof om aan betaald werk te komen. De armoede waarin het klooster verkeerde werd nogmaals duidelijk wanneer het klooster in 1665 en 1667 twee anderen vrouwelijke schilders aannam zonder de gewoonlijke financiële voorwaarde van hun huwelijksgiften. Beide schilders werkten in het klooster onder toezicht van Orsola als hun leermeester.
Orsola overleefde al haar zussen in het klooster en stierf op 26 juli 1676 op tachtigjarige leeftijd. Vier maanden na haar dood gingen de tekeningen, schilderijen en materialen die ze van haar vader had geërfd naar haar neef Angelo Francesco Gaccia.

## Stijl
Orsola werkte aanvankelijk in de stijl van het maniërisme, welke haar was aangeleerd door haar vader Guglielmo. In tegenstelling tot haar vader, wiens stijl op latere leeftijd meer richting maniëristische schilders als Giovanni Battista Crespi en Pier Francesco Mazzucchelli ging, evolueerde haar stijl niet verder richting het manierisme. Daarentegen ontwikkelde Orsola’s schilderijen, onder invloed van het populaire realisme van de Renaissance, zich richting het realisme. Hierdoor vertoont haar werk (vooral de stillevens) de fijne maniëristische techniek met de zorgvuldigheid van realisme, die haar fruit en bloemen hun soliditeit geeft. Daarnaast vertonen haar stillevens veelal Vlaamse invloeden, die verklaard worden door de aanwezigheid van gravures in het klooster van het werk van Jacob Hoefnagel, Adriaen Collaert, Michael Collaert en Michael Snyders.
Orsola's stillevens waren, anders dan de zeventiende-eeuwse norm, niet enkel decoratief in functie. Daarentegen waren haar stillevens opzettelijke heilige metaforen en symbolen in lijn met de conciliaire eisen. Zo hebben haar stillevens veelal een symbolisch karakter, die door een natuurmetafoor de vergankelijkheid van het aardse zouden tonen.

## Werken
Orsola’s werk bestond voornamelijk uit religieuze afbeeldingen (waaronder verschillende altaarstukken) en stillevens die zij gedurende vijftig jaren tot aan haar dood zou schilderen. Achttiende-eeuwse bronnen tonen geen appreciatie voor haar werk, omdat bronnen uit deze tijd het enkel over het werk van haar zus Francesca hebben, die al op twintigjarige leeftijd in 1628 in het klooster was gestorven. Pas in de twintigste eeuw ontstond er belangstelling voor haar werk, nadat in 1964 enkele stillevens van Orsola werden geïdentificeerd in het Italiaanse Moncalvo. Verschillende van Orsola’s werken werden voorheen ten onrechte toegeschreven aan andere schilders. Zo werd bijvoorbeeld een van haar bekendste werken Geboorte van de maagd (ca. 1635) in het verleden toegewezen aan haar vader Guglielmo. Pas in 1963 werd het werk toegeschreven aan 'een van zijn dochters', waarna het in 1964 in een catalogus werd toegeschreven aan Orsola.
De grootste collectie van Orsola’s werk buiten haar geboorteland Italië, bevindt zich in het Amerikaanse Metropolitan Museum of Art in New York. De drie schilderijen van Orsola die zich in New York bevinden zijn alle afkomstig van Errol Rudman, die deze na zijn dood in 2020 aan het museum naliet. De drie schilderijen zijn: Madonna met kind en Johannes de Doper als kind (ca. 1625), Bloemen in een groteske vaas (ca. 1635) en Fruit en bloemen (ca. 1630).
Op 7 mei 2020 werd het schilderij Stilleven van vogels, waaronder moerasmees, tjiftjaf, vink, pimpelmees, goudrust, kievit en koolmees (ca.1630) van Orsola voor meer dan veertien keer de geschatte waarde van £15.000 ($18.700) verkocht voor £212.500 ($264.350) op een veiling van het internationale veilinghuis Sotheby’s. Deze prijs verbrak het eerdere bestaande veilingrecord voor een werk van haar hand van €32.000 ($35.733) uit 2018 voor het schilderij Vazen met bloemen op een tafel (ca. 1635), eveneens geveild bij Sotheby’s.

### Lijst met werken
Anno 2022 zijn er zeker meer dan honderd werken van haar bekend, hieronder volgt slechts een kleine selectie:

#### Stillevens
- Stilleven van vogels, waaronder moerasmees, tjiftjaf, vink, pimpelmees, goudrust, kievit en koolmees (ca. 1630).[8]
- Bloemen in een groteske vaas (ca. 1635) MET, NY.[10]
- Fruit en bloemen (ca. 1630) MET, NY.[11]
- Vazen met bloemen op een tafel (1635).
- Stilleven met een patrijs, vijgen, pruimen en een perzik op een schaal met voet (datering onbekend).

#### Religieuze onderwerpen
- Sint Agnes (datering onbekend).[12]
- Geboorte van de maagd (ca. 1635).[3]
- Madonna met kind en Johannes de Doper als kind (ca. 1625) MET, NY.[13]
- Sint Johannes de doper (ca. 1644) kerk van Santi Martino e Stefano, Montemagno.[3]
- Mystieke huwelijk van de gezegende Osanna Andreasi (ca. 1648), Museo Diocesano Mantua, Mantua.[3]

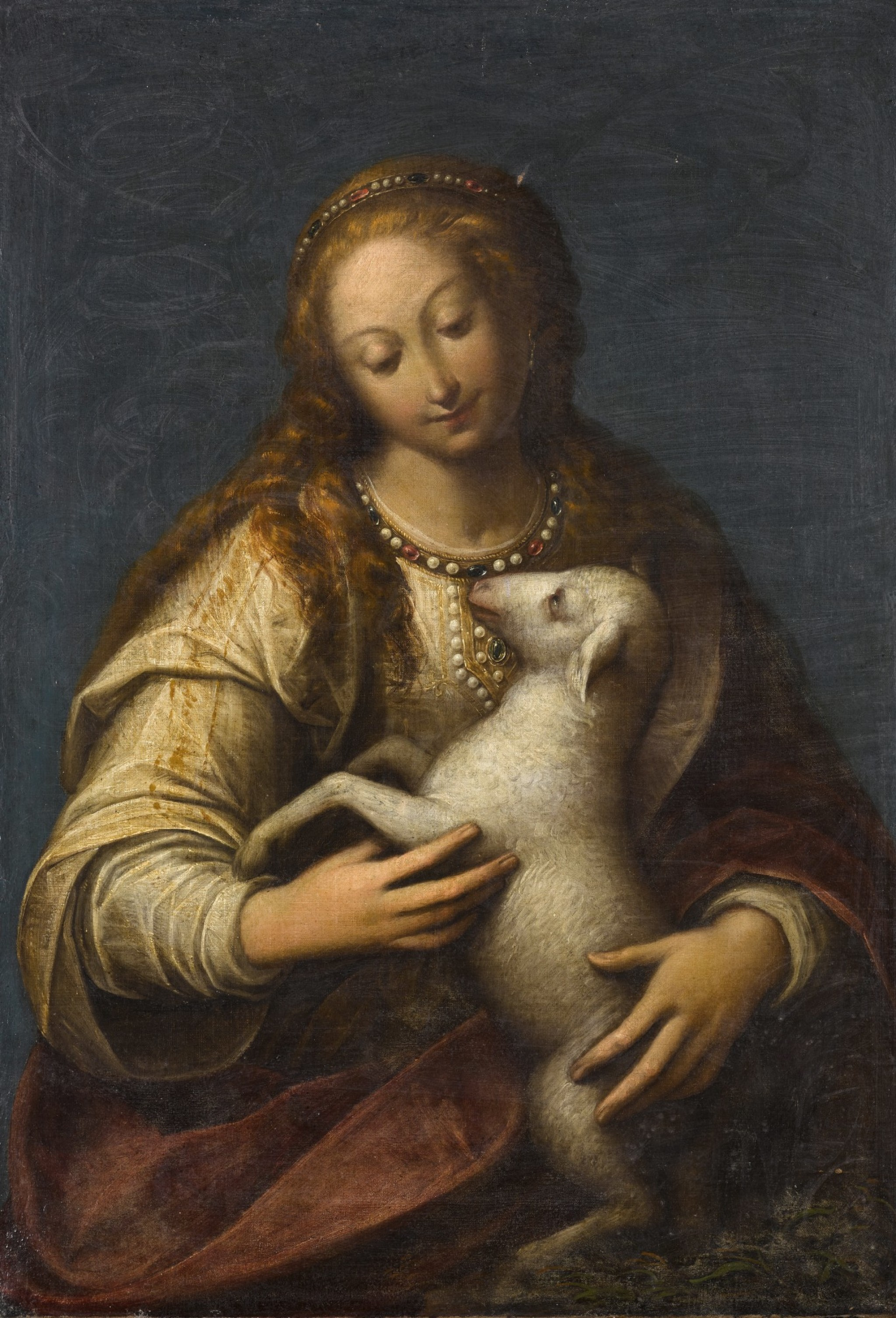
Orsola Maddalena Caccia - Sint Agnes (datering onbekend).
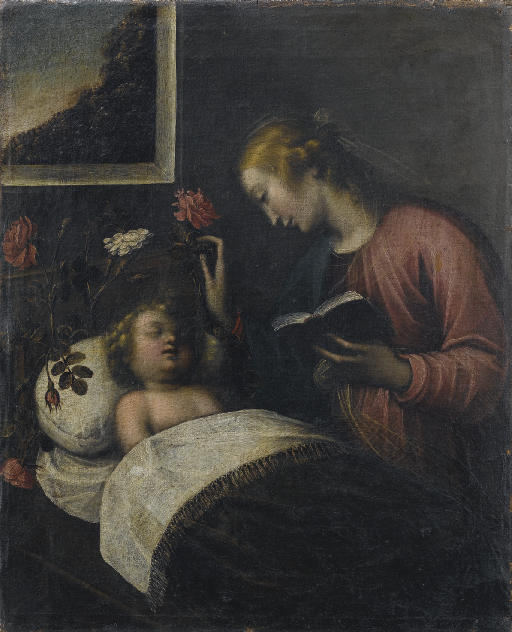
Orsola Maddalena Caccia - Madonna met kind (datering onbekend).
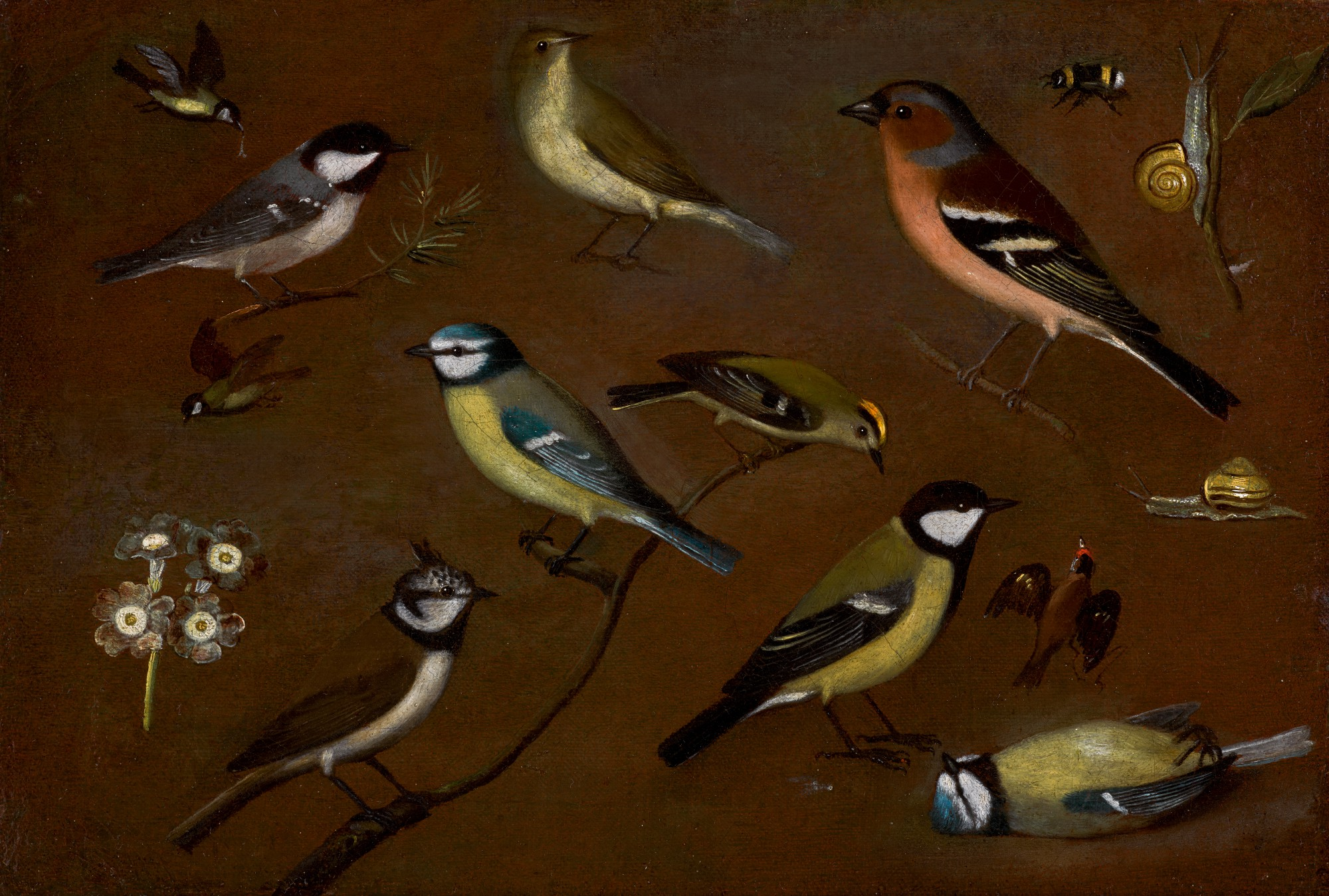
Orsola Maddalena Caccia - Stilleven van vogels, waaronder moerasmees, tjiftjaf, vink, pimpelmees, goudrust, kievit en koolmees (ca. 1630).
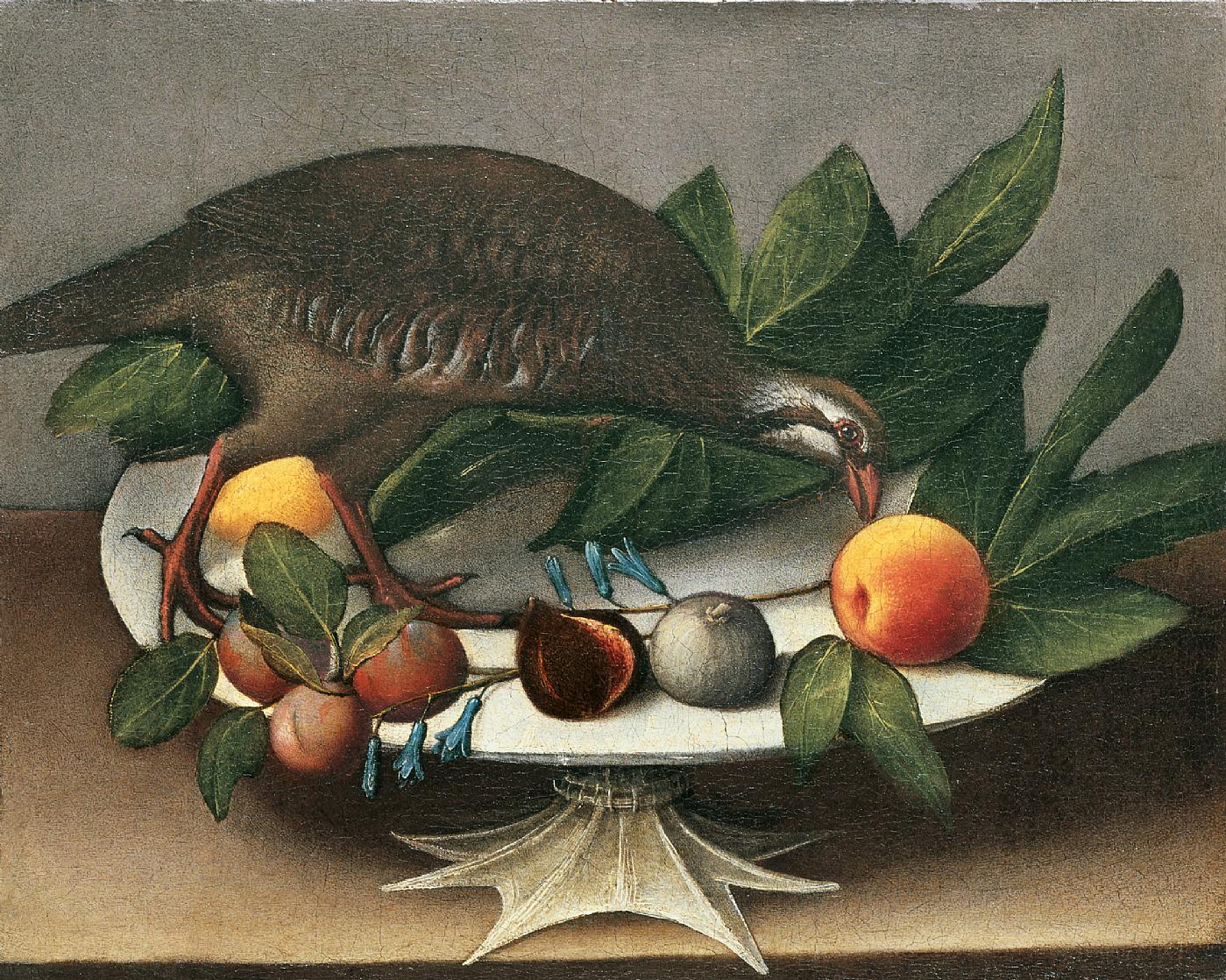
Orsola Magdalena Caccia - Stilleven met een patrijs, vijgen, pruimen en een perzik op een schaal met voet (datering onbekend).
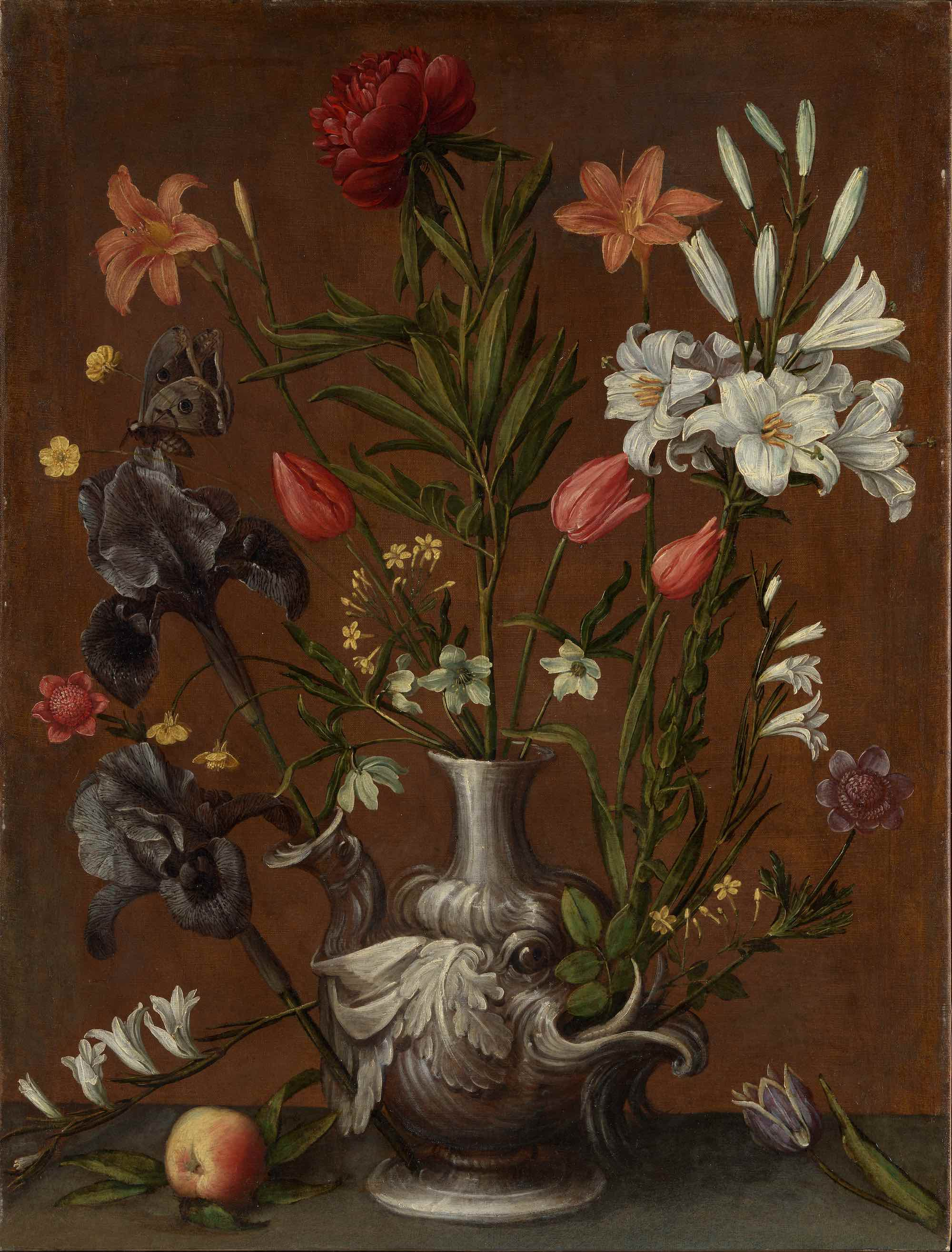
Orsola Magdalena Caccia - Bloemen in een groteske vaas (ca. 1635) MET, NY.
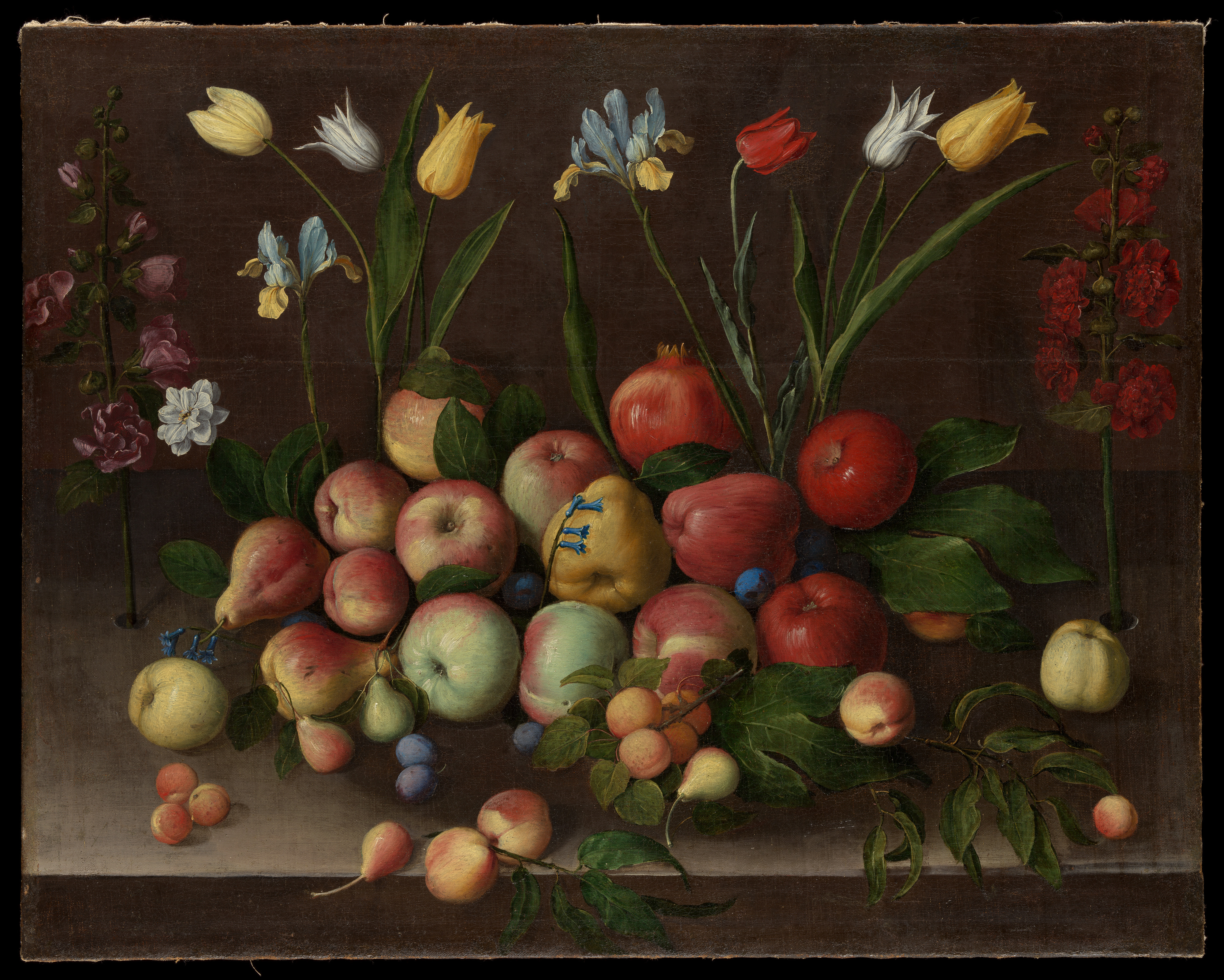
Orsola Magdalena Caccia - Fruit en bloemen (ca. 1630) MET, NY.
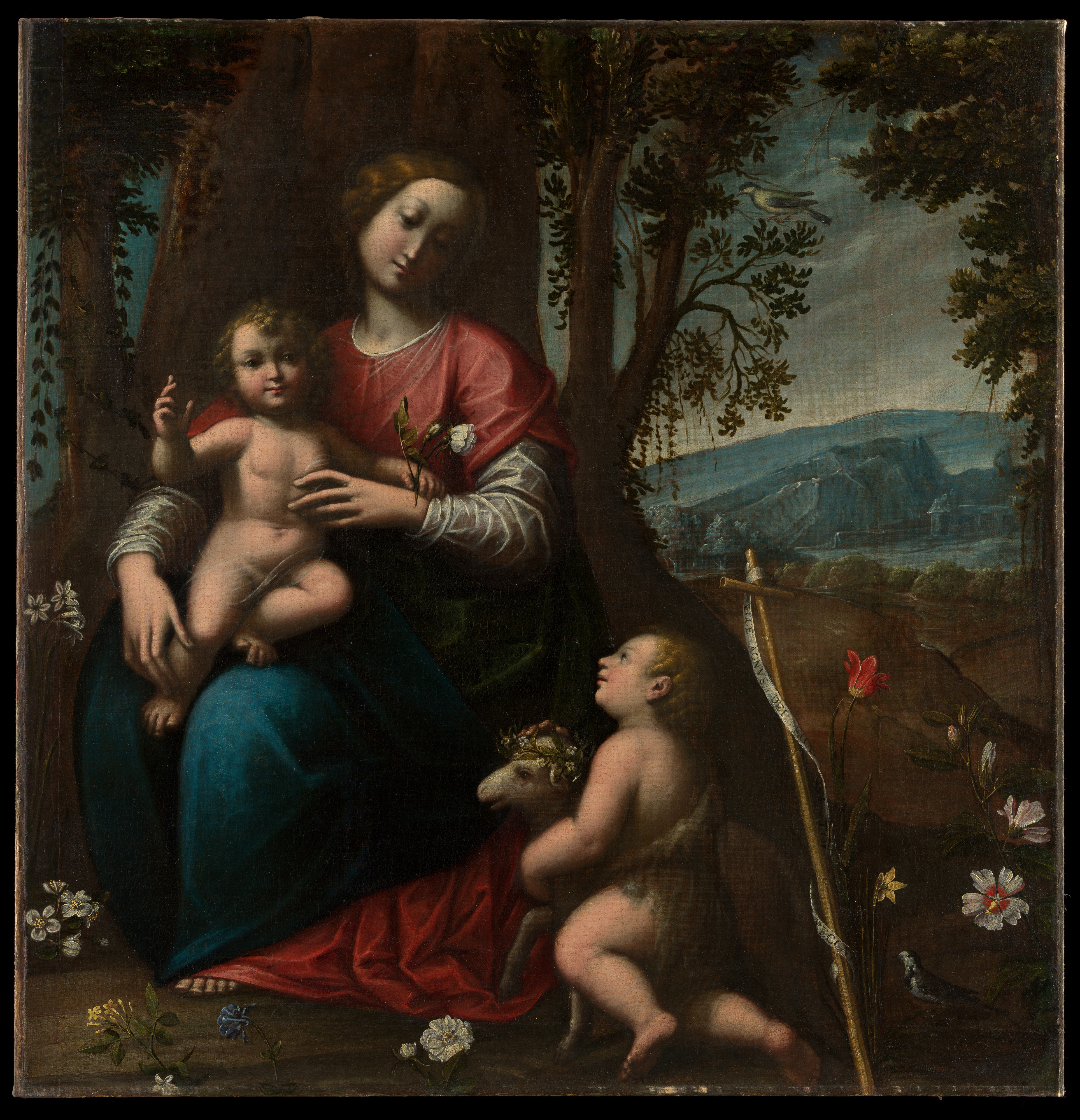
Orsola Magdalena Caccia - Madonna met kind en Johannes de Doper als kind (ca. 1625) MET, NY.

- Gemeinsame Normdatei: 134176642
- International Standard Name Identifier: 0000 0000 2836 4042
- Library of Congress Control Number: no2012143843
- MusicBrainz: cfb167dd-122d-4469-8330-14b797ee8f89
- RKD-Nederlands Instituut voor Kunstgeschiedenis: 14651
- Istituto Centrale per il Catalogo Unico: CFIV278288
- Système universitaire de documentation: 165156309
- Union List of Artist Names: 500024887
- Virtual International Authority File: 18434560
- WorldCat: E39PBJr3BkhHWg8P8dDqBH7yh3